# Joana Mallwitz

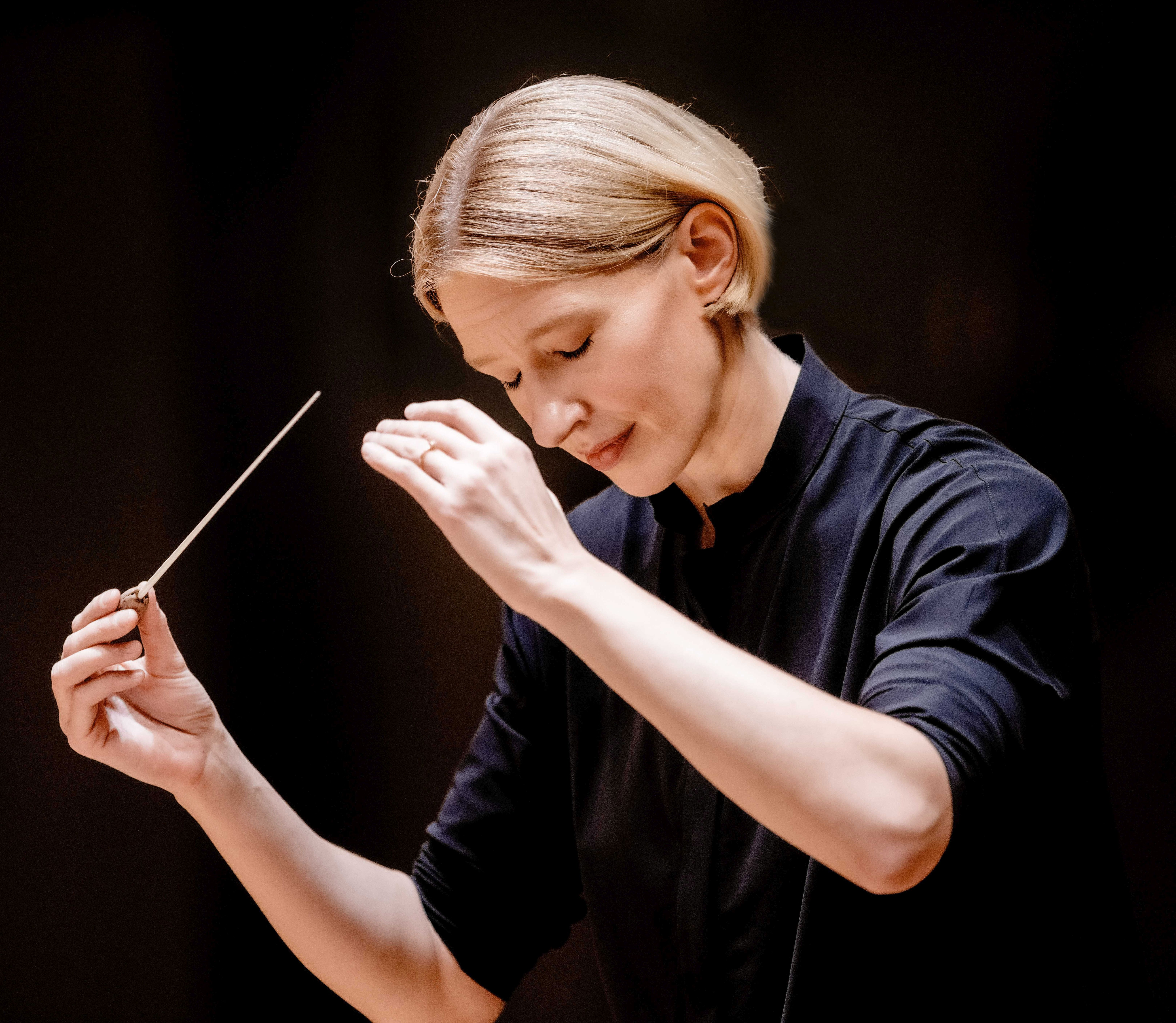
Joana Mallwitz (2025)

Joana Mallwitz (* 23. September 1986 in Hildesheim) ist eine deutsche Dirigentin. Sie ist seit 2023 Chefdirigentin und künstlerische Leiterin des Konzerthausorchesters Berlin. Zuvor war sie Generalmusikdirektorin am Theater Erfurt (2014–18) und am Staatstheater Nürnberg (2018–23). Im Alter von 27 Jahren war sie damals die jüngste Generalmusikdirektorin Europas. 2019 wählte die Zeitschrift Opernwelt Mallwitz zur Dirigentin des Jahres.

## Leben
Joana Mallwitz wurde als Tochter einer Lehrerin und eines Lehrers in Hildesheim geboren. Sie erhielt ab dem Alter von fünf Jahren Violin- und Klavierunterricht. Im Alter von dreizehn Jahren wurde sie Schülerin von Christa-Maria Hartmann und Karl-Heinz Kämmerling und damit Frühstudentin an der Hochschule für Musik, Theater und Medien Hannover. Dirigieren studierte sie an dieser Hochschule bei Martin Brauß und Eiji Ōue, Klavier bei Kämmerling und Bernd Goetzke. Ihr Abitur legte sie 2004 am Gymnasium Andreanum in Hildesheim ab.
Joana Mallwitz ist mit Simon Bode, einem deutschen Opernsänger (lyrischer Tenor), verheiratet. Das Ehepaar hat einen Sohn (* 2021).

## Beruflicher Werdegang
2006 trat Mallwitz ein Engagement als Solorepetitorin mit Dirigierverpflichtung am Theater der Stadt Heidelberg an, wo sie kurzfristig die Leitung der Premiere von Puccinis Madama Butterfly übernahm. Von 2007 bis 2011 war sie in Heidelberg als Zweite Kapellmeisterin und Assistentin des Generalmusikdirektors Cornelius Meister aktiv und dirigierte diverse Vorstellungen jeglicher Art, darunter Mozarts Idomeneo, Le nozze di Figaro, La clemenza di Tito und Die Zauberflöte, Beethovens Fidelio, Rossinis Il barbiere di Siviglia, Verdis Aida und Rigoletto, Tschaikowskis Eugen Onegin sowie Richard Strauss’ Salome.
Joana Mallwitz gastierte am Opernhaus Zürich (Macbeth), an der Hamburgischen Staatsoper (L’elisir d’amore), am Königlichen Opernhaus Kopenhagen (Cavalleria rusticana/Pagliacci, Der fliegende Holländer, Macbeth, Madama Butterfly) sowie mit Wagners Rheingold und Götterdämmerung an der Lettischen Nationaloper in Riga, an der Oper Frankfurt u. a. mit einer Neuproduktion der Lustigen Witwe und beim Macau International Music Festival.
Konzerte führten sie u. a. mit der Königlichen Kapelle Kopenhagen, den Dresdner Philharmonikern, den Göteborger Symphonikern und der Kremerata Baltica zusammen.
Für die Spielzeit 2014/2015 des Theaters Erfurt wurde Mallwitz mit 27 Jahren als europaweit jüngste Generalmusikdirektorin berufen und trat 2018/2019 in derselben Funktion bei der Staatsphilharmonie Nürnberg am dortigen Staatstheater als Dirigentin an.
2019 wählte die Zeitschrift Opernwelt sie zur Dirigentin des Jahres; in den Jahren davor hatten Christian Thielemann, Kirill Petrenko und John Eliot Gardiner diese Ehrung erhalten. Nach dem Urteil von Kritikern schaffe Joana Mallwitz es, „große Geschichten aus der Musik herauszuarbeiten“, sie sei eine „Ausnahmedirigentin“, bei ihr stimme „nun wirklich alles“.
Hundert Jahre nach der Gründung der Salzburger Festspiele war Mallwitz 2020 die erste Dirigentin, der mit der musikalischen Leitung von Così fan tutte eine gesamte Opern-Aufführungsserie anvertraut wurde.
Ab der Spielzeit 2023/2024 ist sie Chefdirigentin und künstlerische Leiterin des Konzerthausorchesters Berlin.
Beim Klassik Open Air verabschiedete sie sich am 30. Juli 2023 vor über 65.000 Zuschauern im Luitpoldhain von ihrem Nürnberger Publikum.
Ende März 2025 gab sie ihr Debüt an der Metropolitan Opera in New York mit Mozarts Hochzeit des Figaro.

## Dokumentarfilm
Der Dokumentarfilm Joana Mallwitz – Momentum in der Regie von Günter Atteln zeigt das berufliche, aber auch private Leben von Joana Mallwitz. Der Film hatte am 5. Mai 2024 seine Premiere beim DOK.fest München und kam am 16. Mai 2024 in die deutschen Kinos. Im Februar 2025 veröffentlichte Arte Teile des Films als einstündige Dokumentation unter dem Titel Joana Mallwitz - Dirigentin: Der Weg nach Berlin.

## Einspielungen
- Franz Lehár: Die lustige Witwe, Operette in 3 Akten, Frankfurter Opern- und Museumsorchester, Joana Mallwitz (OehmsClassics, 2019)
- The Kurt Weill Album, Katharine Mehrling, Konzerthausorchester Berlin, Joana Mallwitz (Deutsche Grammophon, 2024)

## Auszeichnungen
- 2004: Stipendiatin der Studienstiftung des Deutschen Volkes
- 2009: Praetorius Musikpreis 2009 des Landes Niedersachsen
- 2019: Dirigentin des Jahres der Kritikerumfrage der Opernwelt[16]
- 2019: Beste Dirigentin bei den Oper! Awards der Fachzeitschrift Oper![17]
- 2020: Kulturpreis Bayern (Sonderpreis)
- 2022: Opus Klassik in der Kategorie Operneinspielung für Mozart: Così fan tutte mit den Wiener Philharmonikern[18]
- 2022: Bayerischer Verfassungsorden[19]
- 2023: Bundesverdienstkreuz am Bande[20]
- 2024: Ehrendirigentin der Staatsphilharmonie Nürnberg[21]
- 2025: Opus Klassik in der Kategorie „Dirigentin des Jahres“ (Preisübergabe im Oktober 2025)[22]
- 2025: Markgräfler Gutedelpreis 2025[23]